# Vincent Cespedes
(Vincent Cespedes)
Vincent Cespedes (Aubervilliers, 14 settembre 1973) è un filosofo, scrittore, commediografo, compositore e pittore francese.
È l'autore di saggi su vari temi, e ha pubblicato un romanzo sui pregiudizi razzisti, il panafricanismo e Cheikh Anta Diop. È anche pittore, pianista e compositore.
Interviene regolarmente nei dibattiti della società, e tiene delle conferenze in tutto il mondo (Finlandia, Algeria, Tunisia, Vietnam, Italia, ecc.)
Dal 2008, è il direttore della collezione che ha creato per le Edizioni Larousse: « Philosopher » (filosofare).

## Opere principali
Romanzi
- 2004: Maraboutés (Fayard, Paris) - leggere on line (francese)

Saggi
- 2001: I Loft You (Mille et Une Nuits, Paris), il primo libro sulla « telerealtà »
- 2002: La Cerise sur le béton. Violences urbaines et libéralisme sauvage (Flammarion, Paris)
- 2002: Sinistrose. Pour une renaissance du politique (Flammarion, Paris), a proposito del 21 aprile 2002 francese
- 2003: Je t'aime. Une autre politique de l'amour (Flammarion, Paris)
- 2006: Contre-Dico philosophique (ed. Milan, Paris)
- 2006: Mélangeons-nous. Enquête sur l'alchimie humaine (Maren Sell, Paris)[3]
- 2007: Mot pour mot. Kel ortograf pr 2m1 ? (Flammarion, Paris), dialogo romanzato sull'ortografia francese
- 2008: Tous philosophes ! 40 invitations à philosopher (Albin Michel, Paris)
- 2008: Mai 68, La philosophie est dans la rue ! (Larousse, coll. « Philosopher », Paris)[4] - leggere in lingua (francese)
- 2009: J'aime, donc je suis. À la découverte de votre philosophie amoureuse (Larousse, Paris) – quaderno delle vacanze filosofico per scoprire la propria la filosofia amorosa
- 2010: Magique étude du Bonheur (Larousse, coll. « Philosopher », Paris)

Album musicali
- 2009: Sur les i - contiene la canzone Berlusconi's dream (scaricabile sul sito dell'autore)
- 2009: L'Effet d'un bain (scaricabile sul sito dell'autore)